# Psychoda pulchrima
Psychoda pulchrima és una espècie d'insecte dípter pertanyent a la família dels psicòdids que es troba a Nova Zelanda: les illes Auckland i Campbell.